# Kultur
| Kultur |
| --- |
| Ett uppskattat kulturellt uttryck är konst. Bilden visar en målning av Ming-konstnären Chen Hongshou (1598–1652). - Snäv betydelse – andlig (konstnärlig) odling (humanistiskt kulturbegrepp) - Exempel – konst, finkultur, scenkonst - Vid betydelse – socialt överförda levnadsmönster (samhällsvetenskapligt kulturbegrepp) - Exempel – normer och värderingar, livsstil och attityder |

Ordet kultur kommer från latinets cultura som betyder ungefär 'bearbetning', 'odling' och 'bildning' och som i sin tur härstammar från colo 'odla'. Begreppet har fått en väldigt vid betydelse och avser i vid bemärkelse all mänsklig aktivitet. Kultur har dock främst två betydelser: andlig (konstnärlig) odling eller socialt överförda levnadsmönster. Inom kulturgeografi – studiet av relationen mellan människor och platser – används den bredare betydelsen som all mänsklig aktivitet. Den ursprungliga betydelsen 'odling' förekommer i till exempel bakteriekultur och hortikultur (trädgårdsodling). 
Kultur definieras även som livsmönster till exempel språk, konst, värderingar och institutioner hos en population som överförs socialt från generation till generation. Kultur har kallats "levnadssättet hos ett helt samhälle". Som sådant inkluderar det beteendemönster, seder, klädsel, religion, ritualer, lekar, normer för lagar och moraliska system, liksom trossystem och konstarterna. Kultur refererar ofta till en universell mänsklig kapacitet för att klassificera och kommunicera erfarenheter materiellt och symboliskt. Den höga kulturella förmågan har betraktats som en definierande egenskap hos människan.

## Begrepp
På svenska används begreppet kultur i enlighet med två huvudförståelser:

### Det humanistiska kulturbegreppet
Det humanistiska och konstnärligt orienterade kulturbegreppet kallas även för det kvalitativa kulturbegreppet. Kultur i den här meningen kommer närmast frasen "andlig odling". Kulturbegreppet i den här betydelsen avser särskilt kvalitetsorienterade uttryck av underhållning och konstnärligt relaterat skapande och visst filosoferande. Begreppet ligger nära den allmänna förståelsen av "finkultur", i motsats till populärkultur.
Begreppet har en betydelse som ligger nära konstarterna. Det håller sig nära vissa genrer av kulturellt skapande –  främst litteratur, konst, musik, scenkonst, och film men även formgivning och arkitektur. I begreppet kulturpolitik avses kultur enbart i humanistisk betydelse. Det humanistiska kulturbegreppet är också en vanlig populär förståelse av kultur. Det är den här betydelsen som används i tidningar som har kulturdelar och i kulturprogram på radio och tv och liknande.

### Det samhällsvetenskapliga kulturbegreppet
Det samhällsvetenskapliga kulturbegreppet kallas även för det (kultur)antropologiska eller kvantitativa kulturbegreppet. Enligt detta vetenskapliga synsätt avser kultur bredare eller smalare definitioner av socialt överförda levnadsmönster hos en grupp individer. Begreppet omfattar hela den humanistiska förståelsen, men lägger även till många andra aspekter (jämför sociokulturell), och som skiljer en grupp från en annan. Kultur kan särskilt inom antropologin och arkeologin även avse en civilisation i sig. I samhällsvetenskap talar man också om olika kulturer när man menar en folkstam som odlat och brukat ett jordområde, exempelvis induskulturen, indiankulturen, den egyptiska högkulturen och så vidare.
I det samhällsvetenskapliga kulturbegreppet inkluderas ibland allt icke-biologiskt som skiljer en grupp människor från en annan, inklusive komponenter som materiella föremål, statsskick, militär och ekonomiskt system. Det vanliga idag är dock att begränsa det till normer och värderingar, livsstil och attityder, social inlärning och andra meningsskapande processer. I idealistiska förståelser betonas kulturen som en begreppsvärld. I sådana sammanhang fokuserar man på kultur som en värld av symboler, på inlärning och på hur symbolerna ordnas och uppfattas. Inom samhällsvetenskapen kan skillnader mellan kulturer mätas både kvalitativt och kvantitativt. En konsekvens av detta är att man även kan räkna med delkulturer eller subkulturer, som uttrycker gemensam kulturell programmering inom en mindre grupp – som en del av en större.
Det finns vissa skillnader i förståelse och betoning mellan olika discipliner. Inom antropologin används traditionellt mycket breda definitioner, men och på senare tid har de orienterats mot förståelser såsom "system av symboler som skapar ordning och mening". Inom sociologin används begreppet idag oftast med betoning på värderingar och normer. Inom organisationsteori tillkommer begreppet organisationskultur för att beskriva organisatorisk styrning eller skillnader som beror på värderingar. Inom statsvetenskapen används begreppet för samtliga socialt överförda makroskillnader mellan regioner (stater, nationer) eller med betoning på värderingar och normer. Hos vissa statsvetare används begreppet kultur som nära synonymt med civilisation. Här tillkommer begreppet politisk kultur, vilket avser skillnader i värderingar och normer mellan politiska grupper eller institutionella system.
I psykologin studeras kultur framför allt inom delämnet korskulturell psykologi. Där börjar man gärna i uppdelningen mellan arv eller miljö. Då kan man använda sig av en negativ definition av kultur; de ärvda miljöfaktorer som påverkar individer eller grupper, men som inte består i skillnader i fysisk miljö, utgör kultur. Liknande definitioner används till exempel i evolutionär psykologi samt inom den biologi som intresserar sig för människan.
Inom arkeologin används ordet kultur om olika befolkningsgrupper och deras levnadsmönster, ofta baserat på skillnader i materiell kultur.

## Definitioner
Följande samtida definitioner citeras ofta eller är typiska inom samhällsvetenskapen. Samtliga inkluderar normer och värderingar (mental programmering) i begreppet, och alla bygger på social överföring mellan generationer. Materiella ting – artefakter – inkluderas i vissa definitioner men inte i andra.
| ”                                   | En kultur utgörs av värden dess medlemmar omhuldar, normer som de följer och materiella ting som de skapar. | „ |
| – Sociologen Anthony Giddens (1994) | |   |

| ”                                     | Kultur är ett antal, av människor skapade, subjektiva och objektiva element vilka har ökat sannolikheten för överlevnad och resulterat i tillfredsställelse för medlemmarna i en ekologisk nisch och har därför blivit delade mellan dem som kunnat kommunicera med varandra eftersom de talat samma språk och levt på samma plats samtidigt. | „ |
| – Psykologen Harry C. Triandis (1994) | |   |

| ”                                              | Den mentala programmering som skiljer medlemmar av en grupp från en annan. | „ |
| – Organisationsforskaren Geert Hofstede (1991) |                                                                            |   |

| ”                                           | Those customary beliefs, values, and social constraints that ethnic, religious, and social groups transmit fairly unchanged from generation to generation. | „ |
| – Nationalekonomen Luigi Guiso et al (2006) | |   |

## Humanistisk förståelse och kultur som andlig odling

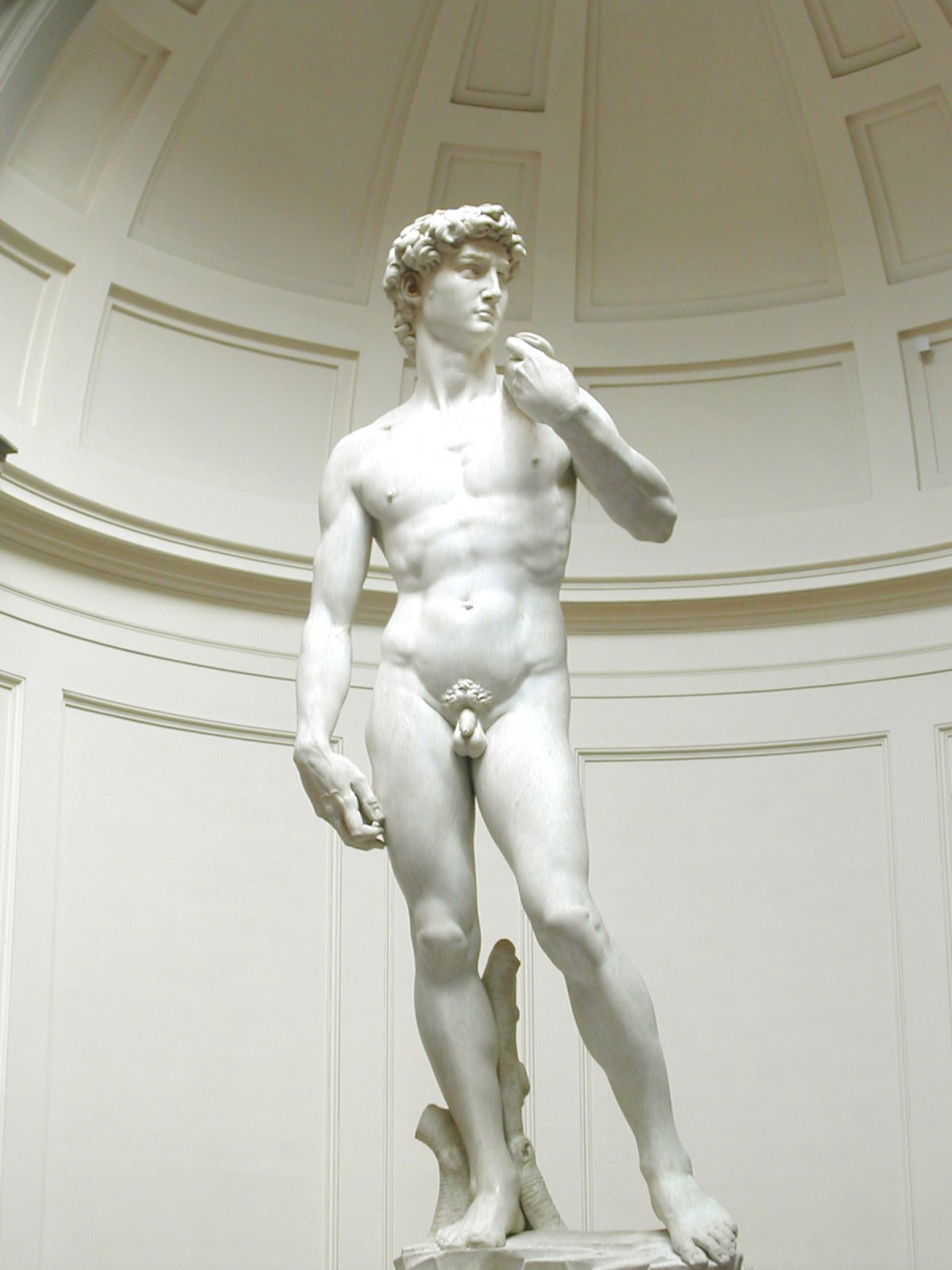
Renässanskonstnären Michelangelos skulptur David (1504) är en symbol för västeuropeisk högkultur.

Kultur är i den här betydelsen ett renodlat kvalitativt begrepp. Det avser människans andliga odling: både de konkreta uttryck och begreppsliga understrukturer som denna tar sig uttryck i. Fokus för den humanistiska kulturförståelsen är det estetiska skapandet. Framför allt i kreativa uttrycksformer som konst, litteratur, musik, teater och film med mera. Den andliga odlingen manifesterar sig även i seder, språk, traditioner och religion men tonvikten ligger inte där. Vad som är kultur och inte i denna mening har delvis att göra med vilken status, komplexitet eller förfining ett visst kreativt uttryck anses ha. Bland det högkulturella – de högre konstformerna – ingår inte dekorativ konst och hantverk. På det individuella planet, betyder ordet kulturell att vederbörande är kreativ, bildad och intresserad av kulturella uttryck i form av till exempel konst. Sådana personer kan sägas besitta ett högt kulturellt kapital. Särskilt förr avsågs med kultur en aristokratisk förfining och bildning. Ett begrepp för detta är finkultur, som ibland kontrasteras mot populärkultur eller folkkultur. Den brittiske poeten och kulturkritikern Matthew Arnold uttryckte sin syn på vad kultur borde vara – det yttersta av findestillerad bildning – med de ofta citerade orden:
| ”                                           | Kultur är strävan efter människans perfektion… Att vara kulturell är att känna det bästa av det som har tänkts och sagts i världen. | „ |
| – Matthew Arnold, Culture and anarchy, 1869 | |   |

Numera inbegrips allt oftare även mera folklig kultur i begreppet kultur, delvis som ett resultat av att begreppet "bildning" fått en mer allmän betydelse. Det som ses som finkultur eller högkulturellt idag kan vidare vara vad som i forna tider sågs som enkel underhållning. Analogt kan nyare kulturella företeelser – även konstnärliga uttryck – få svårt att erövra den status som kulturbegreppet innebär. Det förflyter oftast en tid innan de betraktas som kultur. Television, datorspel, stand-up och andra nyare former av underhållning betraktas därför vanligtvis inte som kultur, trots att deras skapande kan kräva hög konstnärlig förmåga.
Vissa äldre kulturella företeelser som har bevarats kallas för kulturarv. Som motsats till kultur sätts ofta natur eller förvildning, men det åtskiljandet är inte helt okontroversiellt. I västvärlden skiljer man mellan barn- och ungdomskultur och den vuxna kulturen, men denna åtskiljnad förekommer inte globalt.

## Samhällsvetenskaplig förståelse och grundläggande begrepp

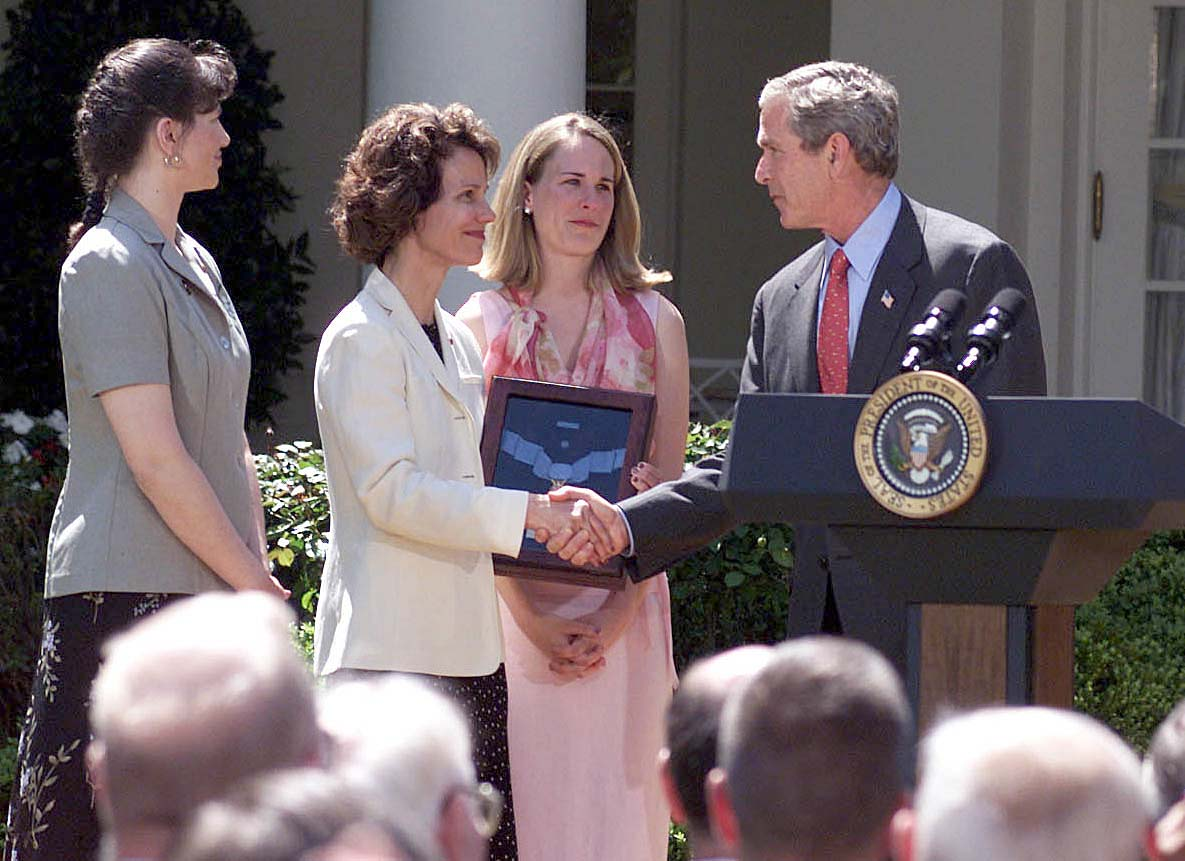
President Bush delar ut en postum medalj till en soldatfru.

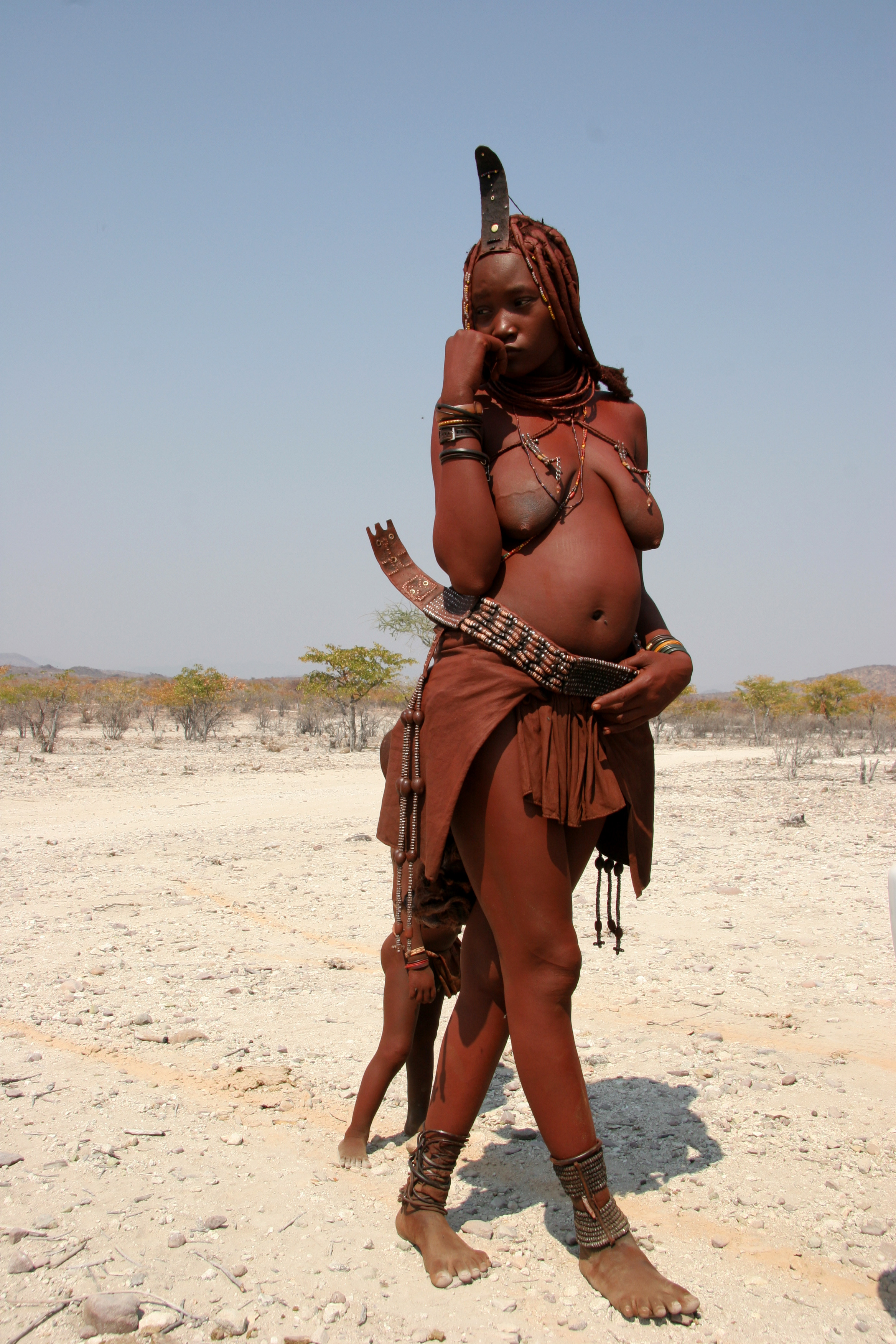
En ung kvinna från himbafolket i Namibia.

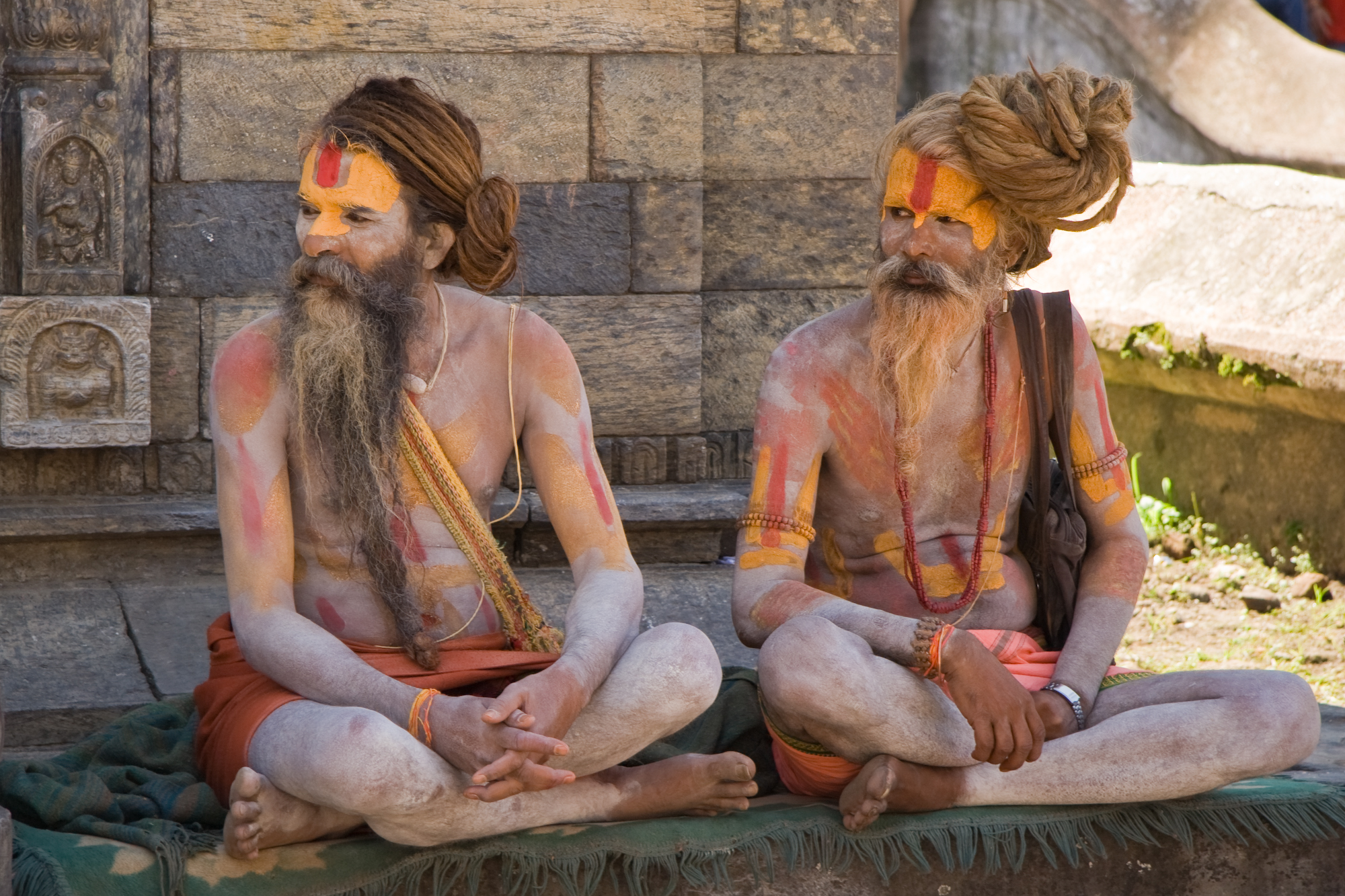
Två sadhu-män nära Pashupatinath-templet i Kathmandu i Nepal.

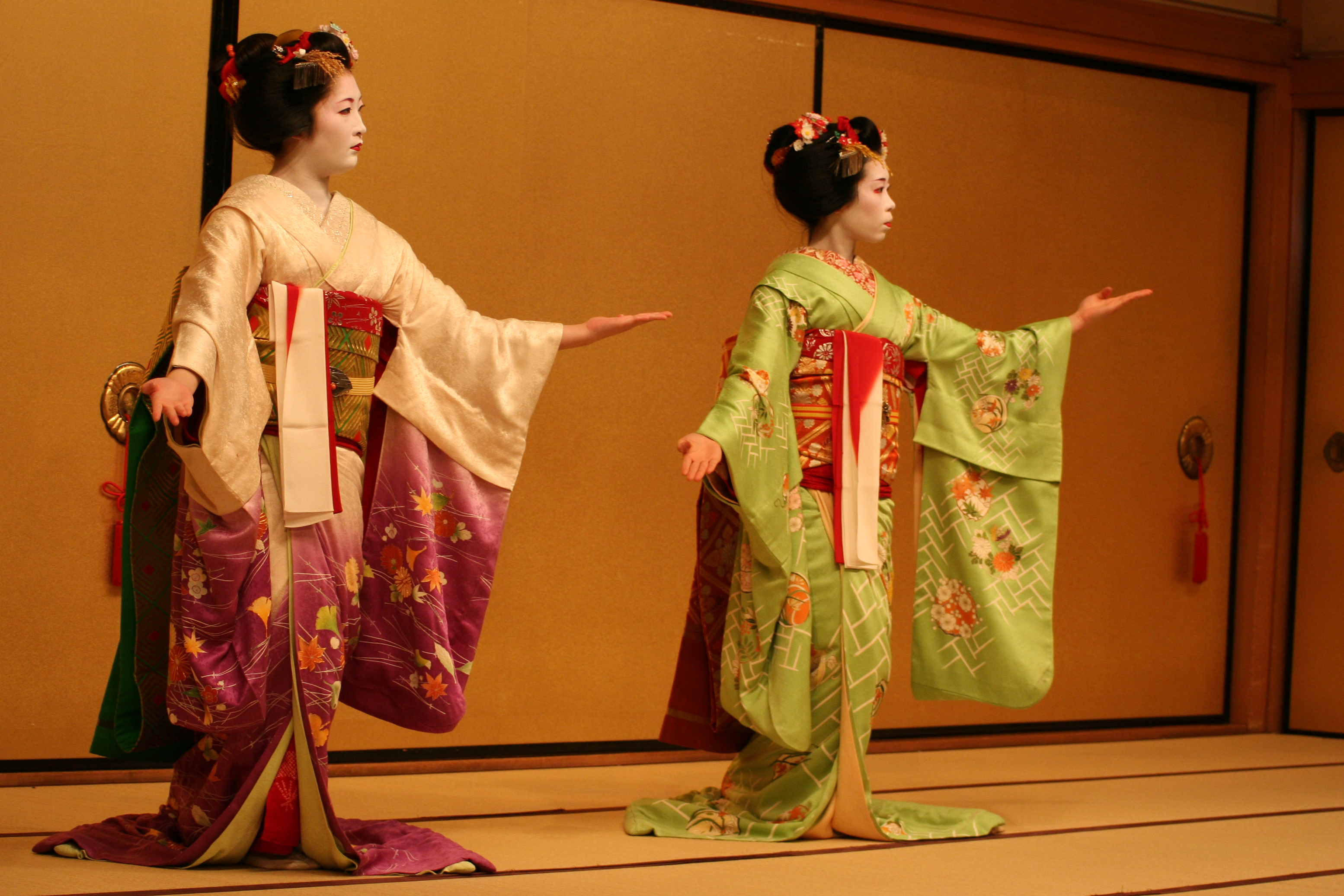
Två japanska geishor uppträder.

Den samhällsvetenskapliga betydelsen av kultur inkluderar men sträcker sig långt utanför det humanistiska begreppet. Som bredast avser den allt mänskligt beteende som inte är miljömässigt eller genetiskt grundat. Till skillnad från en människas natur är hennes kultur inte medfödd, men den interagerar med både gener och miljö. Ett samhälles kultur tjänar som förmedlare och upprättare av samhällets moral och värderingar till individen. Kulturen reglerar hur människorna samarbetar, den upprätthåller politiska och sociala system som behövs för att kunna lösa gemensamma problem.
Kultur uppstår i ett adaptivt samspel mellan människor och omgivningen. När individer samarbetar måste de komma överens om språk, verktyg, kunskaper och hur man löser konflikter. En kultur består av delade element som man kommit överens om, till exempel hur man skaffar mat, föreställningar om relationen människa-universum-högre makter (religion), teknologi och så vidare. Uppkomsten av kultur kräver förmåga till imitation (social inlärning) och möjligheter att samspela. Nya kulturella uttryck uppkommer när olika folkgrupper blir mer eller mindre isolerade från varandra, och det uppstår förgreningar av kulturen med olika utveckling på olika håll. Förgreningarna kan skiktas såväl geografiskt, mellan generationer och socialt mellan sociala grupper. En människas kultur varierar därför med hennes etnicitet, nationstillhörighet, socialklass, miljö, åldersgrupp och könsroll. Ett begrepp för kulturella avdelningar från en helhet är subkulturer. Storleken på skillnaderna mellan olika kulturer mäts med begreppet kulturellt avstånd (kulturell distans). Inom vissa discipliner använder man det besläktade men mer kognitivt orienterade begreppet psykisk distans. Genom att mäta kulturella avstånd kan kulturer och subkulturer ordnas och kategoriseras i förhållande till varandra. Mått på kulturella avstånd bygger ofta på skillnader i värderingar.
Nya kulturella uttryck uppkommer även genom att olika kulturer möts, men möten kan även resultera i förstärkning av kulturella skillnader och de egna kulturella dragen. Begreppet multikulturalism används för att beskriva ett samhälle där flera kulturer eller etniciteter lever inom samma politiska enhet. Multikulturalism är även en ideologi där man ser sådana kulturellt-etniskt blandade samhällen som ett önskvärt ideal. Att förespråka kulturell mångfald eller minoritetskulturers bevarande kallas även pluralism. En omotiverad intolerans, avsky eller rädsla mot andra kulturer eller människor från andra kulturer kallas för xenofobi.
Kulturella värderingar kan i olika grad vara universalistiska eller partikularistiska. Med universalism avses uppfattningen att alla kulturer i grunden följer samma mönster, eller kanske främst, att de bör omfatta samma regler. Med partikularism avses uppfattningen att kulturer är olika, att de bör förbli olika, eller att olika kulturella regler bör gälla för olika grupper. Ett annat ord för kulturella företeelser – främst normer och värderingar – som anses gälla inom alla etniska grupper är kulturella universalia. Förekomsten av kulturella universalia är omstridd.
Begreppet kulturrelativism är mycket väsentligt inom den samhällsvetenskapliga begreppsvärlden. Det har två relaterade men olika betydelser. Metodologisk kulturrelativism innebär att man strävar efter att studera kulturer från så neutrala utgångspunkter som möjligt. I stort sett alla samhällsvetenskapliga forskare idag försöker vara så neutrala som möjligt vid studier av olika kulturer. En annan betydelse av kulturrelativism är normativ kulturrelativism. Det betecknar uppfattningen att det inte går att avgöra vilka kulturer som är bättre än andra, eller att det är fel att säga att vissa kulturella system är bättre än andra. Normativ kulturrelativism är starkt kritiserat och mycket omstritt.

### Kultur och konflikter
Ett ord för mindre kulturella konflikter på individnivå är kulturkrock. Det uttrycker frustrationer och konkreta problem hos individer som har hamnat i kulturella sammanhang som de inte förstår eller med normer de inte delar. En avgörande orsak till kulturkrockar är svårigheter med kommunikation och språk. Problemen underskattas ofta och kostnaderna med kulturkrockar, till exempel inom företag, kan vara mycket stora. Även hela populationer eller folkgrupper med olika kultur – till exempel med olika religion – kan hamna i motsättning till varandra. Orsakerna till detta varierar. För det första kan konflikter uppstå till följd av faktiska skillnader i normer och värderingar mellan olika grupper. Vidare kan konflikter uppstå på grund av att någon part omfattar normer som säger att det egna sättet att leva bör spridas till andra grupper, även mot de andras vilja. För det tredje kan det handla om identitetskonflikter där större kulturella skillnader saknas men där parterna betraktar varandra som olika grupper och tar strid för att försvara sina egna symboler. I värsta fall kan dessa typer av konflikter resultera i våld och till och med krig. Konflikter om kulturella normer, värderingar och identiteter har tilltagit som politisk konfliktdimension under de senaste decennierna.
Vissa stater kallas ibland "kulturimperialister" med det menas att de ser sin egen kultur som överlägsen andras och att de försöker förändra andra stater så att dessa ska anamma den egna kulturen. Den egna kulturella normerna skall slutligen omfatta eller styra de andra så att förhållandet påminner om imperialism. Ibland anges ekonomiska motiv till detta, ibland ideologiska. I dagens värld beror dock övertagande av andras kulturella fenomen dock inte på kulturimperialism i någon planerad mening eller till följd av tvång. Istället handlar det om frivilligt införande av normer, politiska system, teknologi och underhållningsformer. Framför allt är det sedan några hundra år tillbaka den västerländska kulturen som sprids över resten av världen – detta är i stort det som kallas modernisering eller globalisering.

### Kulturell förändring eller kontinuitet över tid

Kartliknande sambandsdiagram, enligt World Values Survey (våg 4, 1999–2004), som visar skillnader i kulturella värderingar världen över, grundat på omfattande systematisk forskning. Diagrammet representerar en samhällsvetenskaplig förståelse av kultur.

En av de flitigast debatterade aspekterna av kultur - såväl i offentlig debatt som inom forskningen - är i vilken grad kulturella fenomen är beständiga över tid. Enligt en konstruktivistisk eller postmodernistisk uppfattning betonar man kulturers föränderlighet över tid. Skribenter inom den här traditionen påpekar att kulturer är "dynamiska", ibland beskriver de kulturer som i ett stadium av ständig fluktuation och utan egentlig kärna. Detta synsätt är den mer utbredda uppfattningen inom socialantropologin enligt socialantropologen Thomas Hylland Eriksen. Ett problem för det perspektivet är dock att det inte baserar sig på empiriska studier, utan företrädesvis på personliga bedömningar. Enligt en annan grupp mer kvantitativt orienterade kulturforskare, till exempel Geert Hofstede, betonas kulturer såsom beständiga över tid. Vissa kulturella drag förblir påfallande likadana över tid. Kulturforskaren Ronald Inglehart – som lett världens mest omfattande jämförande studie av kulturella värderingar – säger så här:
| ”                                | Kulturell förändring är beroende av färdiga historiska vägar. Det övergripande kulturella arvet hos ett samhälle – protestantiskt, romerskt-katolsk, ortodoxt, konfuciansk eller kommunistiskt – lämnar kvar värderingar som blir kvar trots modernisering. | „ |
| – Ronald Inglehart och W. Baker, | |   |

Hur snabbt en kultur förändras beror delvis på normer inom kulturen som sådan: vissa kulturer är mer dynamiska och öppna, andra mer traditionsbundna och defensiva. Graden av assimilering hos en mindre grupp som lever i ett kulturellt annorlunda samhälle är starkt beroende av endogami; i vilken utsträckning individerna gifter sig utanför den egna gruppen. Vissa religioners normsystem, till exempel reglerna inom islam, kan avsevärt sakta ner hur snabbt en invandrargrupp anpassas till kulturen i ett nytt land. Specifika kulturella normer och värderingar om traditionernas betydelse spelar stor roll. Basker, katalaner och korsikaner i Europa, liksom québécois i Kanada och judar i diasporan har alla förblivit mycket starkt bundna till sina språk och kulturella drag trots att de sedan länge levt i stater med annan kulturell majoritet. Några exempel på kulturella företeelser och deras utsträckning i tid, från en svensk synvinkel, kan se ut så här:
- Jordbruksproduktion: ca 6 200 år.[18]
- Julfirande: ca 1 170-1 600 år.[19]
- Svenska språket: ca 800 år.[20]
- Nuvarande kalender: ca 255 år
- Lika arvsrätt för båda könen: ca 160 år[21]
- Rinkebysvenska: ca 10 år.[22]

## Komponenter och dimensioner av kultur

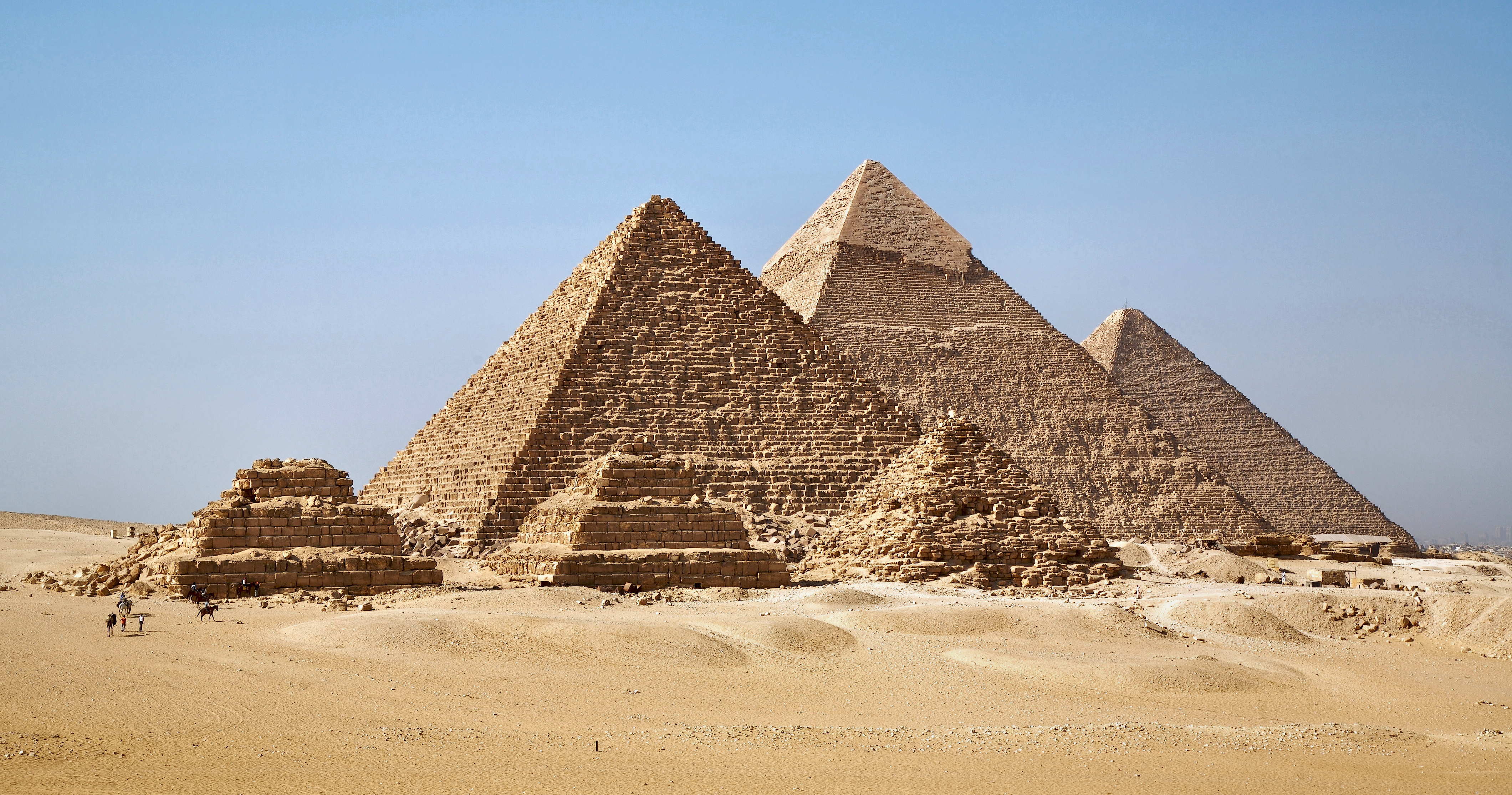
Pyramiderna vid Giza i Egypten är ett exempel på en kulturell artefakt.

Kulturella symboler. Denna heraldik är full med kulturell symbolik.

Antropologen Leslie White föreslog att analytiskt sett kunde kultur delas in i en struktur av tre delsystem, det ideologiska, teknologiska och sociologiska. Biologen Julian Huxley byggde vidare på detta med tre begrepp för delarna av en kultur: mentifakter, artefakter och sociofakter. Mentifakter är det ideologiska eller värderingsgrundade delsystemet av idéer, värderingar, föreställningar och kunskap samt hur dessa uttrycks i språk eller annan kommunikation. Dessa abstrakta trossystem talar om vad man bör tro på, vad man bör värdera högt och inte samt hur man bör handla. Artefakter avser det teknologiska delsystemet av olika materiella objekt tillsammans med de tekniker som krävs för att nyttja dessa. Sociofakter avsåg det sociologiska delsystemet; summan av de förväntade och accepterade mönstren av personliga relationer. Det innefattar de ekonomiska, politiska, militära, religiösa, arvsgrundade och andra tillkommande former för organisation och struktur. Sociofakterna definierar kulturens sociala organisering och reglerar hur individerna fungerar gentemot gruppen.
En vanlig indelning idag identifierar följande komponenter av kultur:
- Symboler är objekt, bilder ljud eller gester som representerar någonting och som känns igen av andra i samma kultur. Symboler kan förändras över tid och har olika betydelse i olika kulturer. Symboler är så grundläggande att vi ser dem som självklara.
- Språk är ett komplext system av verbal och icke-verbala symboler som vi använder för att kommunicera med andra. Språk är den viktigaste mekanism som överför kultur från en generation till en annan eller en grupp till en annan.
- Värderingar är allmänna föreställningar om vad som rätt och fel. De som tjänar som rationaliseringar och motiv för vilka normer och regler som måste följas. Värderingar varierar mellan kulturer och även mellan mindre grupper.
- Normer är regler och förväntningar som styr medlemmarna i ett samhälle. De kan vara icke-formaliserade, alltså outtalade eller ej nedskrivna, eller Formaliserade, d.v.s. normer som är nedskrivna i form av lagar, regler eller kontrakt. Normer kan variera starkt från en kultur till en annan.
- Artefakter är de fysiska ting som en viss kultur skapar.

### Kulturella dimensioner
Att systematisera kulturer genom skillnader i artefakter, normer eller symboler och deras system är relativt svårt, åtminstone om man vill göra det med hög reliabilitet och täcka större delar av jorden. Det är ett skäl till att systematiska indelningar i dimensioner är vanligast förekommande som studier av människors kulturella värderingar. Den vanligaste typologin är Hofstedes fem kulturdimensioner: 
- Individualism mot kollektivism – vilken grad individer förväntar sig att välja sina egna associationer eller förbli som medlemmar av livslånga grupper. Latinamerikanska länder rankas som de mest kollektivistiska, följt av östasiatiska länder. USA följt av engelsktalande och västeuropeiska länder har de mest individualistiska kulturerna. Den här dimensionen av olika kulturer anses vara mycket betydelsefull och har bekräftats i studie efter studie.
- Liten mot stor maktdistans – den utsträckning i vilken mindre mäktiga medlemmar förväntar sig och accepterar att makt fördelas ojämlikt. I kulturer med liten maktdistans (Österrike, Danmark, Sverige, Nya Zeeland) förväntas maktrelationer som är konsultativa, inkluderande och demokratiska. I kulturer med hög maktdistans (Sydostasien, Östra Europa och Arabvärlden) accepteras mindre inflytelserika individer maktrelationer som är mer auktoritära och paternalistiska. Generellt gäller att länder med lägre maktdistans förvaltas mer demokratiskt. Inom Europa tenderar maktdistansen att vara lägre i de nordliga länderna och högre i de södra och östra länderna. Det föreligger ett liknande samband med religioner: islam och katolicism korrelerar med större maktdistans och därmed med större acceptans för auktoritär maktfördelning.
- Maskulinitet mot feminitet – hur högt kulturen sätter traditionellt manliga eller kvinnliga värden. Maskulina kulturer värderar konkurrens, självsäkerhet, ambition samt ansamlande av rikedom och materiella ting. Feminina kulturer lägger större värde vid relationer och livskvalitet. Japan och Slovakien rankas som de mest maskulina kulturerna, liksom flera länder i Västeuropa. Sverige är världens mest feminina land, följt av andra nordiska länder. En annan aspekt är att i M-kulturer är skillnaderna i könsroller större och mindre flytande än i F-kulturer.
- Osäkerhetsundvikande – den utsträckning i vilken individerna försöker hantera stress genom att minimera osäkerhet. Kulturer med höga värden föredrar regler (till exempel om religion och mat) och strukturerade sociala sammanhang. Medelhavsländer, Latinamerika och Japan rankas högt i den här kategorin. Singapore, Jamaica, Danmark och Sverige rankas lågt.
- Lång mot kort tidsorientering – beskriver ett samhälles tidshorisont, den betydelse som läggs vid framtiden i jämförelse med nutiden. I samhällen med lång tidsorientering värderas uthållighet, att ordna relationer efter status, driftighet och sparsamhet. I samhällen med kort tidsorientering värderas normativa utsagor, personlig stabilitet, att "rädda ansiktet", respekt för traditioner samt återgäldade av favörer och gåvor. Kina, Taiwan och Japan visar särskilt höga värden. Många lågt utvecklade länder visar låga värden, lägst hos Pakistan och Västafrika. Västerländska länder delar relativt låga värden.

## Världens kulturer och kulturområden

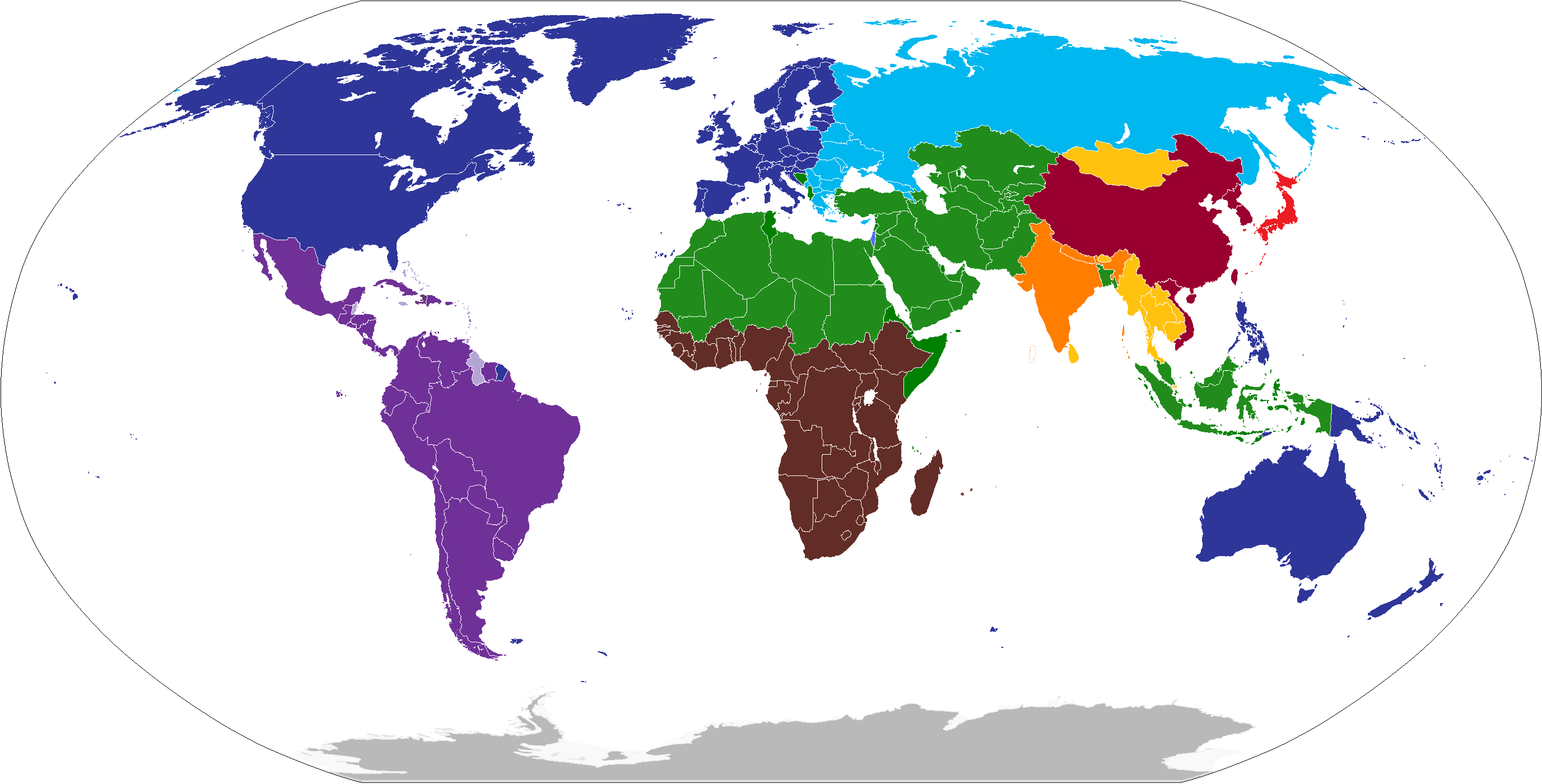
En indelning av världens kulturer i kulturområden enligt Samuel P. Huntington.

I dagligt tal delas individer, folkgrupper, länder och världsdelar ofta in i olika kulturer, civilisationer eller kulturella områden. Vanliga kulturområden och kulturellt indelande begrepp är västerländsk kultur, den anglo-saxiska världen, arabvärlden eller den muslimska världen, den östasiatiska världen och den latinamerikanska världen. Sådana kulturella indelningar har delvis oklara gränser i områden som gränsar till olika kulturer. Däremot är kulturella indelningar inte godtyckliga, de flesta vardagliga kulturindelningar har bekräftats i återkommande forskarstudier. Det finns flera forskarframtagna sätt att dela in världens kulturer, dels baserat på expertbedömningar men även på systematiska empiriska studier från stora delar av jorden. Många av dessa indelningar sammanfaller i hög grad.
En av de tidigaste indelningarna utfördes av historikern Arnold J. Toynbee, där han fann fem kulturgrupper:
- Västerländska
- Ortodoxa
- Islamiska
- Hinduiska
- Fjärran östern-kulturen[24]

En vanlig indelningsmetod grundar sig på en kombination av språk och religion. Statsvetaren Samuel P. Huntington delar, enligt egen bedömning, in världen i åtta civilisationer, som motsvarar skilda kulturområden. En empirisk och systematiskt grundad indelning är den som upptäckts av sociologen Ronald Inglehart med flera forskare. Kulturforskaren Geert Hofstede har funnit en indelning av tolv kulturområden, baserat på omfattande jämförelser av kulturella värderingar. Organisationsforskarna Ronen och Shenkar gör en syntes av åtta empiriska studier och delar därefter in världens kulturer i åtta kluster – anglosaxisk, arabisk, fjärranöstern-, germansk, latinamerikansk, latineuropeisk, mellanöstern- och nordisk kultur. Dessutom tillkommer ett kluster med oberoende kulturer. Gupta et al gör en empiriskt och systematiskt grundad indelning i följande kulturkluster: Anglosaxisk, Arabisk, Germanskt Europeisk, Latinamerikansk, Latinsk Europeisk, Konfucianskt Asiatisk, Nordiskt Europeisk, Sub-sahariskt Afrikansk, Sydasiatisk, och Östeuropeisk. De finner även att det kulturkluster som har den starkaste interna likheten och som är mest distinkt mot de andra, är det nordiska klustret.
|                         | Ronen & Shenkar (1985) | Huntington (1993)           | Inglehart et al (199x) | Hofstede (2001)                   | Gupta et al (2002)     |
| ----------------------- | ---------------------- | --------------------------- | ---------------------- | --------------------------------- | ---------------------- |
| Bedömningsgrund         | metastudie             | expertbedömning             | värderingar            | värderingar                       | värderingar            |
| Antal indelningar       | 8                      | 8                           | 8                      | 12                                | 10                     |
| Afrikansk               |                        | Sub-sahariska Afrika        | Afrika                 |                                   | Sub-saharisk afrikansk |
| Arabisk-muslimsk        | Arabisk                | Islamiska världen           |                        | Muslimskt (4)                     | Arabkulturer           |
| Latinamerikansk         | Latinamerikansk        | Latinamerika                | Latinamerika           | Latinamerika (3 & 5)              | Latinamerika           |
| Katolsk Europeisk       | Latineuropeisk         | Västerländsk kristendom     | Katolska Europa        | Franskspråkigt (11)               | Latinska Europa        |
| Anglo-saxisk            | Anglosaxisk            | Västerländsk kristendom     | Engelsktalande         | Anglosaxisk (8)                   | Anglokulturer          |
| Protestantisk Europeisk | Nordisk                | Västerländsk kristendom     | Protestantiska Europa  | Norden (7)                        | Nordiska Europa        |
| Protestantisk Europeisk | Germansk               | Västerländsk kristendom     | Protestantiska Europa  |                                   | Germanska Europa       |
| Ortodox Europeisk       |                        | Ortodox kristendom          | Ortodoxa Europa        |                                   | Östeuropa              |
| Sydasiatisk             | Nära östern            | Hinduiska civilisationen    | Södra Asien            | Asiatiska f.d. anglokolonier (11) | Södra Asien            |
| Sydasiatisk             | Nära östern            | Buddhistiska civilisationen | Södra Asien            | Asiatiska f.d. anglokolonier (11) | Södra Asien            |
| Konfuciansk             | Fjärran östern         | Siniska världen             | Konfucianskt           | Asiatiska f.d. anglokolonier (11) | Konfusianska Asien     |

### Nationella kulturer
En vanlig indelningsgrund för kulturer befinner sig på nationsnivån. Då talar man om amerikansk kultur, japansk kultur, svensk kultur och så vidare. Ibland ifrågasätts det sättet att jämföra kulturer på med argumentet att kulturer varierar inom de enskilda staterna och att kulturella och politiska gränser inte behöver stämma överens. Särskilt socialkonstruktivistiskt inriktade antropologer i Skandinavien brukar framhålla detta. Andra samhällsvetare som studerar kultur, ofta de forskare som studerar värderingar, försvarar uppdelningen av kulturer efter nationsgränser. De framhåller att det finns ett omfattande empiriskt stöd för att människor av samma nationalitet formas av samma värderingar och normer. Kulturer varierar i hur de kombinerar olika drag, och de varierar även i vilka former som dessa drag uttrycks. I den meningen är varje nationell kultur unik. De forskare som beskriver nationella kulturer påstår inte att dessa i hög grad förutsäger enskilda individers beteende, skillnaderna visar snarare på centrala tendenser för hela gruppen.

## Uppkomst, inlärning och överföring av kultur
Det uppskattas från arkeologiska data att människans kapacitet för kumulativ kultur uppstod för mellan 500 000 - 170 000 år sedan.
Det som skiljer en grupps kultur från en annan är främst graden av isolering i såväl tid som rum. En viss kultur uppkommer genom att en grupp individer - en population - isoleras från andra individer och populationer. På grund av olika interaktioner inom gruppen och skillnader i miljö kommer kulturerna över tid att skilja sig mer och mer. Nya kulturella drag kan uppstå dels på detta sätt, genom delning (branching), men de kan även uppstå genom blandning (blending) av mänskliga populationer eller kulturella föreställningar. Samtida forskning tyder på att delning har haft större betydelse än blandning. Kultur lärs in genom imitation och språklig överföring mellan individer. Den process där en människa lär sig kultur kallas socialisation. Kulturell överföring mellan generationer kallas vertikal överföring. Kulturell överföring mellan grupper (inom samma generation) kallas horisontell överföring. Sociologisk forskning tyder på att vertikal överföring var viktigare under tidigare perioder i historien, medan horisontell överföring har blivit relativt sett viktigare idag. Inlärningen är inte helt exakt, utan de kulturella dragen modifieras när de överförs till andra. Individer väljer vilka andra individer eller grupper de vill imitera. Uppväxande individer har flera olika förebilder de kan välja mellan, och behöver inte imitera sina föräldrar. Ett effektivt sätt för individer att avgöra vilka kulturella drag de bör lära sig och vilka de bör bortse från kan vara att se vilka kulturella företeelser som är populära. Kulturer och kulturella drag är alltså utsatta för selektion; de som är framgångsrika sprider sig medan de som fungerar sämre dör ut med tiden.
En viktig anledning till vilka kulturella fenomen som lärs in och vilka som förbises är de kulturella normer och värderingar som en individ redan är socialiserad med. På så sätt byggs kultur upp gradvis: det som lärs in tidigt påverkar det som lärs in senare. Olika individer och grupper har även klart olika förmåga att överföra sin egen kultur till andra, beroende på skillnader i social status, makt, teknologi och utbildning. Med dessa mekanismer kan variation mellan grupper skapas snabbt. Eftersom kultur både byggs upp gradvis och överförs från generation till generation byggs den på. Resultaten från det som en äldre generation har lärt sig kan överföras till nästa. Två faktorer är avgörande för om den kulturella traditionen är viktigast eller om egna erfarenheter, gener och nyskapade normer påverkar mest. Dessa är för det första hur snabbt miljön förändras, för det andra hur enkelt eller kostsamt det är att överföra information till andra. Om miljön runt omkring en population förändras långsamt, så är det bättre att behålla de kulturella komponenter som har fungerat sedan tidigare. Om miljön istället förändras mycket snabbt, så kan överföring från föräldrar ha litet värde, världen är helt enkelt för annorlunda.

## Kultur bland djur
Kultur anses ofta vara ett av de drag som klarast särskiljer människan från andra djur. Inte sällan betraktas det som specifikt för människan. De flesta mänskliga biologiska egenskaper överträffas i djurvärlden, men människans kultur och teknologi saknar motsvarighet. Till skillnad från alla andra djur är människor mycket bra på social inlärning, och de är kapabla till social informationsöverföring med mycket hög detaljnivå.
Det betyder dock inte att alla andra djurarter helt saknar kultur. Ett litet fåtal djurarter har förmåga att föra över komplexa beteenden till andra individer över generationer. Vissa forskare menar att djur inte kan sägas besitta kultur eftersom de saknar djupare språkförmåga och specificerad inlärning. Andra menar att förmåga till imitation räcker. Social överföring av beteenden genom imitation har observerats med säkerhet hos bland annat schimpanser och delfiner. Det gäller till exempel för användning av redskap eller inlärning av olika lekar. Även fåglar, elefanter och valar uppvisar skilda kulturella beteenden hos olika grupper inom arten. Bland olika populationer av schimpanser i fångenskap har stora skillnader i beteende observerats, vilket har tolkats som bevis för kultur.
En invändning mot detta har varit att variationen i beteende kan vara ett resultat av genetiska skillnader mellan underarter. Vissa nyare studier ger dock mer stöd för den kulturella förklaringen.